# Eugeniusz Gołąbek
Eugeniusz Gołąbek, kasz. Eùgeniusz Gòłąbk (ur. 26 sierpnia 1949 w Gdańsku-Osowej) – polski pisarz i znawca kaszubszczyzny, z zawodu technik elektryk.
Jego szeroki wachlarz zainteresowań obejmuje m.in. literaturę, językoznawstwo, muzykę i historię.

## Życiorys
Jest autorem tłumaczenia na język kaszubski Pisma Świętego – Nowego Testamentu (1993) z Biblii Tysiąclecia, psalmów (Knéga psalmów – 1999) oraz fragmentów ksiąg Starego Testamentu, które weszły w skład lekcjonarza To je Słowo Bożé (2007). Jest współautorem kaszubskiego modlitewnika (opracowanego wspólnie z Eugeniuszem Pryczkowskim) Më trzimómë z Bogã (1998).
Opracował m.in. Rozmówki polsko-kaszubskie (1992), zasady pisowni kaszubskiej (Wskôzë kaszëbsczégò pisënkù – 1997), Kaszëbsczi słowôrz normatiwny, czyli Kaszubski słownik normatywny (2005). Zajmował się także redakcją książek kaszubskojęzycznych, m.in. B. Jażdżewskiego Wspomnienia kaszubskiego gbura (1999) oraz tegoż autora Jôrmark w Borzëszkach (2003), H. Derdowskiego O panu Czorlińsczim, co do Pucka po séce jachôł (2007), H. Hewelta Nie odéńda bez pożegnaniô(1996), J. Berthelki „Pielgrzymki morskie” (1999), A. Chrabkowskiego Jak jô bëł bogati (2007). W latach 80. XX w. pisywał po kaszubsku felietony do czasopisma „Pomerania”. Przez wiele lat był działaczem Zrzeszenia Kaszubsko-Pomorskiego. Jako muzyk amator gra na kilku instrumentach, m.in. saksofonie, tubie, gitarze basowej oraz instrumentach klawiszowych.
W 1988 roku wyróżniony Medalem Stolema.